# Cordylanthus eremicus
Cordylanthus eremicus är en snyltrotsväxtart som först beskrevs av Frederick Vernon Coville och Julius Sterling Morton, och fick sitt nu gällande namn av Philip Alexander Munz. Cordylanthus eremicus ingår i släktet Cordylanthus och familjen snyltrotsväxter.

## Underarter
Arten delas in i följande underarter:
- C. e. eremicus
- C. e. kernensis